# Rivani
Rivani, Rivagno, Rivagn (in croato Rivanj), detto anche Raviane, è una piccola isola della Croazia situata nel mare Adriatico tra Sestrugno e Ugliano; fa parte dell'arcipelago zaratino. Amministrativamente appartiene al comune di Oltre, nella regione zaratina. Nell'Alto Medioevo era chiamata anche Rivan e Ripanium e faceva parte in epoca asburgica del comune di Zara. Il piccolo abitato di Rivani, con 31 abitanti, si trova al centro dell'isola; un piccolo porticciolo è sulla costa sud-ovest. L'isola è collegata giornalmente con Zara.

## Geografia
Il canale di Rivani, Rivagno o Raviane (Rivanjski kanal) divide l'isola e gli isolotti delle Tre Sorelle da Sestrugno e ad ovest lo stretto di Ugliano o di San Luca o canale Grande di San Luca (Veli Ždrelac) la divide dalla punta settentrionale di Ugliano di cui è il naturale proseguimento, mentre a nord si affaccia sul canale di Zara (Zadarski kanal). L'isola ha una forma allungata, misura 3,4 km da punta Trogari o Tragherich (rt Trogrić) a punta Rivagno (rt Rivanjski), per 1,4 km di larghezza; ha una superficie di 4,4 km², uno sviluppo costiero di 10,3 km e il picco più alto (Lokočina) è di 109 m.

### Isole adiacenti
- Idolo (Idula), a nord-est.
- Scogli Paranze[6][13], Paranza[4] o Paranco[7], a sud:
  - Paranza Piccolo[4][14] (Mali Paranak), piccolo isolotto rotondo con una superficie di 0,029 km², la costa lunga 0,61 km[1] e l'altezza di 16 m[2]. Si trova 1,4 km a sud, e a circa 200 m[2] dalla punta meridionale di Sestrugno 44°07′51″N 15°02′15″E.
  - Paranza Grande[4][15] (Veli Paranak), a sud di Paranza Piccolo, e 2,2 km a sud-ovest di punta Rivagno; ha un'area di 0,034 km², la costa lunga 0,7 km[1] e l'altezza di 10 m[2] 44°07′31″N 15°02′21″E.
- Tre Sorelle (Tri Sestrice), tre isolotti a nord-ovest allineati lungo la costa di Sestrugno.

### Cartografia
- (HR) Mappa topografica della Croazia 1:25000, su preglednik.arkod.hr. URL consultato l'8 aprile 2017.
- G. Giani, Carta prospettiva delle Comuni censuarie della Dalmazia, foglio 2, 1839. Fondo Miscellanea cartografica catastale, Archivio di Stato di Trieste.
- Carta di cabottaggio del mare Adriatico, foglio VII, Milano, Istituto geografico militare, 1822-1824. URL consultato il 12 aprile 2017 (archiviato dall'url originale il 13 aprile 2013).